# アンティオキアのペラギア
聖ペラギア（羅: sancta Pelagia virgine et martyre）またはアンティオキアのペラギア（羅: Pelagia Antiochena, ? - 311年頃）は、ディオクレティアヌス治下において15歳で殉教した少女。キリスト教の殉教者。カトリック教会および正教会で聖人である。記念日は6月9日。ペラギアの歴史的実在性を疑問視する説も存在する。

## 同名の聖人について
冒頭で記載している15歳で殉教した少女ペラギアの他に、アンティオキアのペラギアと呼ばれる聖人は何人か存在する。
エルサレムのオリーブ山で贖罪したペラギアもアンティオキアのペラギアと呼ばれる。このエルサレムのペラギアは『黄金伝説』の聖女ペラギアの項（The Life of S. Pelagienne）などで聖人伝が伝えられており、マルガリタ、マリナとも呼ばれる。
また、タルソスのペラギアもアンティオキアのペラギアと呼ばれる。このペラギアについては15歳の殉教者ペラギアと贖罪者のペラギアを組み合わせた聖人伝が伝えられている。
この他にも、アルメニアのニコポリスでヤヌアリウスと共に殉教したといわれるペラギアがおり、『ヒエロニムスの殉教者伝』に7月11日の殉教者として概略のみ記録されている。このペラギアはベーダ・ヴェネラビリスが書き記した殉教録にも名前が残されている。

## 聖人伝
311年、最後の大迫害の頃、ペラギアはアンティオキアに住む15歳の若い乙女であった。ペラギアが一人で家にいたとき、彼女を逮捕するために兵士たちが押しかけた。ペラギアは兵士たちが自分を裁判官の元へ連れ出すその前に、貞操の危機があることを理解していた。ペラギアは着替えの許可を兵士たちに願い、階段を上ると、屋根から川へ身を投げて死んだ。ペラギアは自らの純潔が他者の罪を引き起こすきっかけになることからも、不名誉からも逃れることとなった。
彼女の真正さは、アンブロジウスとクリュソストモスにより承認された。

## 影響
クリュソストモスがアンティオキア教会において、ペラギアを称える説教を行った記録が残されている。また、アンブロジウスも『De virginibus』などにおいて、ペラギアについて記している。